# Lago della Sella
Der Lago della Sella ist ein Stausee im Kanton Tessin in der Gemeinde Airolo.

## Lage
Der Stausee ist über den Gotthardpass zu erreichen. Vom Ospizio führt eine kleine Bergstrasse über ca. 2,5 km zur Staumauer.
Er befindet sich östlich am Fuss des Monte Prosa.

## Geschichte
Die Staumauer wurde vom Schweizer Ingenieur Fritz Gigax geplant und von 1945 bis 1947 gebaut. Es handelt sich um eine Gewichtsstaumauer mit einer Höhe von 36 Metern und einer Kronenlänge von 334 Metern. Das Fassungsvermögen beträgt 9,2 Millionen Kubikmeter. Das Wasser vom Stausee wird zusammen mit demjenigen aus dem Lucendro-Stausee im Kraftwerk Airolo genutzt. Die Anlage wird heute vom Energiekonzern Alpiq betrieben.

Sella-See vom Staudamm. Historisches Bild von Leo Wehrli (1949)